# 隆基
隆基（1116年正月—五月）或作应顺，是遼朝末年高永昌的年號，共計5个月。

## 改元
- 1116年——正月五日，高永昌自稱大渤海皇帝，建國大元，建元隆基。五月，被金太祖完顏阿骨打給擒殺。[2][3][4][5][6]

## 紀年對照表
| 隆基 | 元年   |
| ---- | ------ |
| 公元 | 1116年 |
| 干支 | 丙申   |

## 同期存在的其他政权年号
- 中國
  - 天庆（1111年－1120年）：辽—辽天祚帝耶律延禧的年號
  - 政和（1111年－1118年）：宋—宋徽宗趙佶之年號
  - 收國（1115年－1116年）：金—金太祖完顏阿骨打之年號
  - 雍寧（1114年－1118年）：西夏—夏崇宗李乾順之年號
  - 文治（1110年－1121年）：大理—段正嚴之年號
- 越南
  - 會祥大慶（1110年－1119年）：李朝—李乾德之年號
- 日本
  - 永久（1113年－1118年）：鳥羽天皇之年号

## 參看
- 中國年號索引[[[Wikipedia:格式手册/链接#章節|錨點失效]]]

## 深入閱讀
- 李崇智. . 北京: 中華書局. 2004年12月. ISBN 7101025129.
- 鄧洪波. . 臺北: 國立臺灣大學東亞經典與文化研究計劃. 2005年3月  [2021-11-28]. ISBN 9789860005189. （原始内容 (pdf)存档于2007-08-25）.